# Scolesa homoea
Scolesa homoea är en fjärilsart som beskrevs av Rothschild 1907. Scolesa homoea ingår i släktet Scolesa och familjen påfågelsspinnare. Inga underarter finns listade.